# Bergkvara
Bergkvara est une localité de Suède dans la commune de Torsås située dans le comté de Kalmar.
Sa population était de 1 231 habitants en 2019.